# La Guerre des duchesses
La Guerre des duchesses est une série de romans de Juliette Benzoni dont le premier tome, La Fille du condamné, est sorti en 2012 chez Plon.

## Romans
- La Fille du condamné, 2012
- Princesse des vandales, 2013